# Sarascelis raffrayi
Sarascelis raffrayi är en spindelart som beskrevs av Simon 1893. Sarascelis raffrayi ingår i släktet Sarascelis och familjen Palpimanidae. Inga underarter finns listade i Catalogue of Life.